# Dietz (Familienname)
Dietz ist ein Familienname.

## Namensträger

### A
- Adolf Dietz (* 1936), deutscher Jurist und Hochschullehrer
- Albert Dietz (Fußballspieler), deutscher Fußballspieler
- Albert Dietz (Architekt, 1920) (1920–1973), deutscher Architekt
- Albert Dietz (Architekt, 1958) (* 1958), deutscher Architekt
- Albrecht Dietz (1926–2012), deutscher Unternehmer und Wirtschaftswissenschaftler
- Alexander Dietz (Historiker) (1864–1934), deutscher Jurist und Historiker
- Alexander Dietz (Theologe) (* 1976), deutscher Theologe und Ethiker
- Alfons J. Dietz (* 1968), österreichischer Reiter, Reitlehrer und Autor
- Alfred Dietz (Schriftsteller, 1905) (1905–1987), deutscher Lehrer und Schriftsteller
- Alfred Dietz (Didaktiker) (* 1920), deutscher Mathematikdidaktiker, Hochschullehrer und Schriftsteller
- André Dietz (* 1975), deutscher Schauspieler
- Andreas Dietz (Mediziner) (* 1962), deutscher Onkologe
- Andreas Dietz (Jurist) (* 1967), deutscher Jurist
- Anna Dietz (1835–1926), deutsche Schauspielerin
- Anton Dietz (1888–1960), österreichischer Gerechter unter den Völkern
- August Dietz (1869–1963), deutsch-US-amerikanischer Philatelist und Posthistoriker

### B
- Bernard Dietz (* 1948), deutscher Fußballspieler und -trainer
- Bernhard Dietz (* 1975), deutscher Historiker und Hochschullehrer
- Bert Dietz (* 1969), deutscher Radrennfahrer
- Berthold Dietz (1935–2023), deutscher Bildhauer
- Brett Dietz (* 1981), US-amerikanischer American-Football-Spieler und -Trainer
- Burkhard Dietz (* 1954), deutscher Historiker

### C
- Carl Dietz (Schauspieler) (1804–1867), deutscher Schauspieler
- Carl Dietz (Oberamtmann) (1839–1886), badischer Oberamtmann
- Carl Dietz (Politiker) (1870–1943), deutscher Pädagoge und Politiker (NLP, DVP)
- Christian Dietz (Basketballspieler) (* 1976), deutscher Basketballspieler
- Christian Dietz (Schiedsrichter) (* 1984), deutscher Fußballschiedsrichter
- Claudia Dietz (* 1967), deutsche Bildhauerin und Gestalterin
- Corina Dietz (* 1953), deutsche Filmeditorin
- Cornelia Dietz (* 1962), deutsche Goalballspielerin
- Curt Dietz (Geologe) (1882–1965), deutschamerikanischer Unternehmer und Geologe
- Curt Reinhard Dietz (1896–1949), deutscher Schriftsteller

### D
- Darren Dietz (* 1993), kasachisch-kanadischer Eishockeyspieler
- Dieter Landgraf-Dietz (* 1940), deutscher Ingenieur und Hochschullehrer

### E
- Eckhart Dietz (1933–2019), deutscher Bildhauer
- Edith Dietz (1921–2015), deutsche Schriftstellerin
- Eduard Dietz (1866–1940), deutscher Jurist und Politiker (SPD)
- Eileen Dietz (* 1944), US-amerikanische Schauspielerin
- Elmar Dietz (1902–1996), deutscher Bildhauer
- Emil Dietz, eigentlicher Name von Hubertus Waldteufel (1879–1957), deutscher Heimatdichter
- Emil Dietz (Heimatforscher) (1901–1966), deutscher Lehrer und Heimatforscher
- Emil Dietz (Politiker) (1901–1991), deutscher Widerstandskämpfer und Politiker (SPD)
- Erich Dietz (Landrat) (1899–1980), deutscher Landrat
- Erich Dietz (Künstler) (1903–1990), deutscher Maler, Grafiker und Bildhauer
- Erich Dietz von Bayer (1859–1937), deutscher Offizier und Politiker
- Ernst Dietz (Architekt) (1882–nach 1929), deutscher Architekt und Baubeamter
- Ernst Dietz (Schauspieler) (1916–1989), deutscher Schauspieler
- Ernst Dietz (Politiker) (* 1943), deutscher Lehrer und Politiker (CSU)

### F
- Feodor Dietz (1813–1870), deutscher Maler
- Ferdinand Dietz (auch Ferdinand Tietz; 1708–1777), deutscher Bildhauer
- Florian Dietz (1998), deutscher Fußballspieler
- Frank Dietz, US-amerikanischer Schauspieler, Synchronsprecher und Filmemacher
- Franz Dietz (1794–1840), deutscher Verwaltungsbeamter
- Frederick Charles Dietz (1888–??), US-amerikanischer Historiker
- Friedrich Dietz (1913–2000), deutscher Ordenspriester, siehe Ildefons Maria Dietz
- Friedrich Dietz (Geistlicher) (1921–1998), deutscher Geistlicher und Medienfunktionär
- Friedrich Dietz von Weidenberg (1871–1941), österreichischer Architekt und Sportschütze
- Friedrich Reinhold Dietz (1805–1836), deutscher Philologe und Medizinhistoriker
- Friedrich Wilhelm Dietz (1833–1897), deutscher Musiker, Komponist und Musikpädagoge
- Fritz Dietz (Wirtschaftsfunktionär) (Joachim Ernst Dietz; 1909–1984), deutscher Kaufmann und Wirtschaftsfunktionär
- Fritz Dietz (Chemiker) (* 1941), deutscher Chemiker und Hochschullehrer

### G
- Georg Josef Dietz (* 1980), deutscher Restaurator
- George Dietz (Ruderer) (1880–1965), US-amerikanischer Ruderer
- George Dietz von Bayer (1827–1898), deutscher Rittergutsbesitzer und Politiker, MdR
- Gerhard Dietz, deutscher Eishockeyspieler
- Gottlieb Heinrich Dietz (1821–1849), deutscher Revolutionär
- Gundi Dietz (* 1942), österreichische Künstlerin
- Günter Dietz (Drucker) (1919–1995), deutscher Kunstdrucker und Erfinder
- Günter Dietz (1930–2017), deutscher Altphilologe, Dichter und Übersetzer

### H
- Hajo Dietz (* 1958), deutscher Luftbildfotograf
- Hanna Dietz (* 1969), deutsche Schriftstellerin
- Hans Dietz (1908–1993), deutscher Arzt und SS-Sturmbannführer
- Hans-Georg Dietz (1951–2025), deutscher Chirurg und Hochschullehrer
- Harry C. Dietz (* um 1958), US-amerikanischer Genetiker und Kinderkardiologe
- Heiko Dietz (* 1967), deutscher Theaterschaffender
- Heinrich Dietz (Jurist) (1874–1946), deutscher Jurist und Richter
- Heinrich Dietz (Politiker) (* 1941), deutscher Politiker (CDU)
- Heinrich Laurenz Dietz (1888–1942), deutscher Architekt
- Heinz Dietz (* 1958), deutscher Regisseur
- Heinz Müller-Dietz (Medizinhistoriker) (Heinz E. Müller-Dietz; 1923–1998), deutscher Medizinhistoriker und Hochschullehrer
- Heinz Müller-Dietz (Jurist) (1931–2022), deutscher Strafrechtler und Hochschullehrer
- Helmut Dietz (* 1965), deutscher Judoka
- Hendrik Dietz (* 1977), deutscher Biophysiker
- Heribert Dietz (1940–2019), deutscher Politiker (CDU)
- Hermann Dietz (Richter) (1842–1920), deutscher Richter
- Hermann Dietz (Kolonist) (1877–1946), deutscher Maurer, Gastronom, Hotelier und Viehzüchter
- Hermann Dietz (Mediziner) (1925–2016), deutscher Neurochirurg
- Howard Dietz (1896–1983), US-amerikanischer Lyriker und Librettist
- Hugo Dietz (1929–1973), Schweizer Maler und Grafiker

### I
- Ildefons Maria Dietz (1913–2000), deutscher Ordenspriester und Widerstandskämpfer
- Ina Dietz (* 1972), deutsche Fernseh- und Radioredakteurin
- Isabelle Charlotte von Nassau-Dietz (1692–1757), nassauische Prinzessin

### J
- Jakob Dietz (1889–1960), deutscher Maler und Grafiker
- James Dietz (* 1949), US-amerikanischer Ruderer und Rudertrainer
- Johann Dietz (Feldscher) (1665–1738), deutscher Feldscher und Grönlandfahrer
- Johann von Dietz (Johann Simon Jeremias von Dietz; 1803–1877), deutscher Chirurg und Augenarzt
- Johann Adam Dietz (1671–1742), böhmischer Bildhauer
- Johann Baptist Dietz (1879–1959), deutscher Geistlicher, Bischof von Fulda
- Johann Christian Friedrich Dietz (1765–1833), deutscher Pädagoge, Geistlicher und Publizist
- Johann Gottlieb Dietz (1743–1819), deutscher Jurist, Publizist und Politiker
- Johann Heinrich Dietz (1822–1911), deutscher Ornithologe und Politiker
- Johann Heinrich Wilhelm Dietz (1843–1922), deutscher Politiker (SPD) und Verleger
- Johann Justus Dietz (1789–1813), deutscher Räuber
- John Dietz (1870–1939), US-amerikanischer Sportschütze
- Josef Dietz (Heimatforscher) (1893–1975), deutscher Lehrer und Heimatforscher
- Josef Dietz (Biologe) (1906–1982), deutscher Lehrer, Botaniker und Ornithologe
- Joseph Dietz (um 1735–1801), deutscher Violinist und Komponist
- Jost Ludwig Dietz (um 1485–um 1545), elsässischer Diplomat
- Julius Dietz (1870–1957), deutscher Maler, Grafiker und Radierer, siehe Julius Diez
- Julius Dietz (1889–nach 1945), deutscher Kommunalpolitiker (NSDAP) und Oberbürgermeister
- Jürgen Dietz (1941–2015), deutscher Büttenredner
- Jürgen Dietz (Musiker) (1953–2022), deutscher Jazzmusiker

### K
- Karl Dietz (Mediziner) (1859–1904), deutscher Psychiater
- Karl Dietz (Verleger) (1890–1964), deutscher Verleger
- Karlheinz Dietz (* 1947), deutscher Althistoriker
- Karl-Josef Dietz (* 1957), deutscher Biologe und Hochschullehrer
- Karl Joseph Dietz (1772–1845), deutscher Jurist und Landrat
- Karl-Martin Dietz (* 1945), deutscher Kulturwissenschaftler
- Károly Dietz (1885–1969), ungarischer Polizist, Rechtsanwalt und Fußballtrainer
- Karyn Bye-Dietz (* 1971), US-amerikanische Eishockeyspielerin
- Katja Dietz (* 1970), deutsche Politikerin (AfD)
- Kilian Dietz (* 1990), deutscher Basketballspieler
- Klaus Dietz (Physiker) (1934–2014), deutscher Physiker und Hochschullehrer
- Klaus Dietz (Sprachwissenschaftler) (1935–2016), deutscher Anglist, Sprachwissenschaftler und Hochschullehrer
- Klaus Dietz (Mathematiker) (* 1940), deutscher Mathematiker, Statistiker und Hochschullehrer
- Klaus Dietz (Politiker) (* 1956), deutscher Politiker (CDU), MdL Hessen
- Konrad Dietz (Politiker, 1780) (1780–1866), deutscher Richter und Politiker, MdL Großherzogtum Hessen
- Konrad Dietz (Politiker, 1794) (1794–1874), deutscher Politiker, MdL Großherzogtum Hessen
- Konrad Dietz (Politiker, 1818) (1818–1894), deutscher Politiker, MdL Großherzogtum Hessen
- Konrad Dietz (Leichtathlet), deutscher Geher

### L
- Lars Dietz (* 1997), deutscher Fußballspieler
- Leo Dietz (* 1967), deutscher Gastronom und Politiker (CSU), MdL Bayern
- Lew Dietz (1907–1997), US-amerikanischer Schriftsteller
- Liliane Dietz (1911–nach 1938), deutsche Schauspielerin
- Lothar Dietz (1896–1976), deutscher Bildhauer
- Ludmilla Dietz (1833–1896), österreichische Schauspielerin und Sängerin (Sopran)
- Ludwig Dietz (Buchdrucker) († 1559), deutscher Buchdrucker und Verleger
- Ludwig Dietz (Abt) (1699–1759), deutscher Benediktinerabt
- Ludwig Dietz (Germanist) (1933–2018), deutscher Lehrer, Germanist, Literaturwissenschaftler und Herausgeber

### M
- Madeleine Dietz (* 1953), deutsche Bildhauerin
- Maik Dietz, deutscher Biathlet
- Manfred Dietz (* um 1935), deutscher Pianist und Instrumentalpädagoge
- Margarethe von Dietz (1544–1608), deutsche Adlige
- Maria Dietz (1894–1980), deutsche Politikerin (CSVP, CDU)
- Marina Dietz (* 1947), deutsche Journalistin, Hörspielautorin und Regisseurin
- Matthias Dietz (* 1957), deutscher Designer
- Max Dietz (1857–1928), österreichischer Musikhistoriker
- Maximilian Dietz (* 2002), US-amerikanisch-deutscher Floorballspieler
- Michael Dietz (Politiker) (1781–1839), deutscher Politiker, MdL Nassau
- Michael Dietz (Schauspieler) (* 1971), US-amerikanischer Schauspieler und Produzent
- Michael Dietz (Journalist) (* 1976), deutscher Journalist und Moderator
- Mike Dietz (* 1990), deutscher Floorballspieler
- Miriam Dietz (* 1980), deutsche Fußballschiedsrichterin

### O
- Olof Dietz (1927–2007), deutscher Tiermediziner, Chirurg und Hochschullehrer
- Oscar Dietz (* 2000), dänischer Schauspieler und Synchronsprecher
- Oswald Dietz (1823–1898), deutsch-amerikanischer Freiheitskämpfer, Ingenieur und Politiker
- Otto Dietz (1898–1993), deutscher Pfarrer und Theologe

### P
- Paul Dietz (1875–nach 1920), deutscher Lyriker
- Peter Dietz (Unternehmer) (1933–2023), deutscher Computerunternehmer
- Peter Dietz (Ingenieur) (1939–2010), deutscher Ingenieur, Hochschullehrer und Politiker
- Peter Dietz (Künstler) (* 1941), deutscher Maler und Multimedia-Künstler
- Peter Christian Dietz (1737–1805), deutscher Jurist
- Philipp Dietz (1834–1910), deutscher Lehrer und Politiker, MdL Hessen-Nassau
- Pierre Dietz (* 1963), deutscher Schriftsteller, Animationsdesigner und Künstler

### R
- Raimund Dietz (* 1944), österreichischer Ökonom, Systemforscher und Geldphilosoph
- Rainer Dietz (1946–2017), deutscher Kardiologe
- Ricarda Dietz (* 1939), deutsche Künstlerin
- Robert Dietz (Eiskunstläufer) (* 1949), deutscher Eiskunstläufer
- Robert Dietz (DJ), deutscher DJ und Musikproduzent
- Robert S. Dietz (1914–1995), US-amerikanischer Geophysiker und Ozeanograph
- Rolf Dietz (Rechtswissenschaftler) (1902–1971), deutscher Rechtswissenschaftler
- Rolf Dietz (Fußballspieler) (* 1933), deutscher Fußballspieler
- Ronny Dietz (* 1978), deutscher Triathlet und Duathlet
- Rudolf Dietz (Politiker) (1814–1870), deutscher Ministerialbeamter und Politiker, MdL Baden
- Rudolf Dietz (Autor) (1863–1942), deutscher Mundartdichter und Schulbuchautor

### S
- Sándor Mágócsy-Dietz (1855–1945), ungarischer Botaniker
- Sebastian Dietz (* 1974), deutscher Moderner Fünfkämpfer
- Sebastian Ernst Klaus Dietz (* 1985), deutscher Diskuswerfer, Kugelstoßer und Fußballspieler
- Sigrid Dietz (Sigrid Antonie Dietz; * 1932), deutsche Malerin und Schriftstellerin
- Simone Dietz (* 1959), deutsche Philosophin und Politikerin (GAL)
- Stanislav Dietz (* 1990), tschechischer Eishockeyspieler
- Steven Dietz, US-amerikanischer Dramatiker

### T
- Thilde Dietz (1915–1996), deutsche Tennisspielerin
- Thomas von Dietz (1711–1771), russischer Generalleutnant
- Thomas Dietz (Politiker) (* 1967), deutscher Politiker (AfD), MdB
- Thomas Dietz (Politikwissenschaftler) (* 1975), deutscher Politikwissenschaftler
- Thomas Dietz (Jongleur) (* 1982), deutscher Jongleur
- Thorsten Dietz (* 1971), deutscher Theologe

### U
- Ulrich Dietz (* 1958), deutscher Manager

### V
- Vivianne Dietz (* 1996), chilenische Schauspielerin

### W
- Walter Dietz (Architekt) (1903–1997), deutscher Architekt
- Walter Dietz (Historiker) (1910–1994), deutscher Historiker
- Walter Dietz (Theologe) (* 1955), deutscher Theologe
- Werner Dietz (Mediziner) (1914–um 2006), deutscher Radiologe und Hochschullehrer
- Werner Dietz (Maler) (1927–2012), deutscher Maler, Designer und Kunstlehrer
- Werner Dietz (Verbandsfunktionär) (1929–2014), deutscher Verbandsfunktionär
- Werner Dietz (Politiker) (1933–2022), deutscher Politiker (CDU), Oberbürgermeister von Lahr/Schwarzwald
- Werner Dietz (Badminton) (* 1949), deutscher Badmintonspieler
- Wilhelm Dietz (Ingenieur) (1850–1921), deutscher Ingenieur und Statiker
- Wilhelm Dietz (Unternehmer) (* 1967), deutscher Unternehmer
- Wilhelm Ludwig Dietz (1785–1837), badischer Ministerialbeamter und Manager
- William Dietz (Politiker) (1778–1848), US-amerikanischer Politiker (New York)
- William C. Dietz (* 1945), US-amerikanischer Autor
- Wolfgang Dietz (Bibliothekar) (1921–2017), deutscher Bibliothekar
- Wolfgang Dietz (Maler) (* 1950), deutscher Maler
- Wolfgang Dietz (Archivar) (* 1956), deutscher Archivar und Historiker
- Wolfgang Dietz (Politiker) (* 1956), deutscher Politiker (CDU)